# Atomvinter
|  | Spekulativ artikel Bemærk at denne artikel er præget af spekulationer og bør omskrives, så fakta er understøttet af verificerbare kilder. |

Atomvinter eller Nuklear vinter er den effekt et asteroidenedslag på jorden eller en global atomkrig ville få. Begge kaldes atomvinter eller nuklear vinter, fordi resultatet ved begge katastrofer er meget ens. Hvis en asteroide med diameteren 10 km og en hastighed på 10 km/s ramte jorden, ville det først se ud som en regn af meteornedfald af almindelige kilo størrelse. Derefter formørkes himlen pludseligt og få sekunder efter et lysglimt der er én milliard gange kraftigere end det fra Hiroshimabomben, efterfulgt af en ufattelig eksplosion. 
Ved nedslaget bliver den 10 km store asteroide knust og meget af materialet fordamper. En enorm støvstorm slår ud fra nedslagsstedet. Støvet løftes op i stratosfæren, få stumper opnår undvigelseshastighed og forlader Jorden for altid, mens andet materiale skydes ud i rummet i langstrakte elliptiske baner og falder langsomt tilbage på Jorden. Støvmængderne er så store at jordens atmosfære på et øjeblik fuldstændig udelukker solens lys og det betyder at temperaturen øjeblikkeligt falder. Med lysets hastighed vil en varmebølge spredes fra nedslagsstedet og antænde alt brændbart inden for en radius af mange hundrede kilometer. 
Skovbrande sender store mængder af røg og sod ud i atmosfæren. I løbet af en times tid er der spredt flere milliarder tons sten og støv over hele Jorden. Atmosfæren er sort af støv og sten. Næste dag er stenene faldet ned, men der er stadig så meget fint støv i atmosfæren at næppe mere end 10 % af sollyset slipper igennem til jordoverfladen. Man regner med at de store mængder støv i atmosfæren holder i 1-2 år og i løbet af den tid er temperaturen faldet ca. 20 grader. På grund af det drastiske fald i mængden af dagslys vil planterne gro meget dårligt og mange fødekæder bryder sammen. Efter 3-4 år er det fine støv faldet ned og hele jorden er dækket af et iridiumholdigt støvlag.